# Lógica basada en ruido
La lógica basada en el ruido (NBL por sus siglas en inglés) es una nueva clase de esquemas de lógica plurivalente donde los valores lógicos y los bits están representados por realizaciones diferentes de un proceso estocástico. El concepto de lógica basada en ruido y su nombre fueron creados por Laszlo B. Kish. En el artículo donde el tema fue presentado se observa que la idea está inspirada en la estocástica de las señales de cerebrales y en los esquemas de comunicación no convencionales basados en el ruido, como el cifrado de Kish.

## Espacio e hiperespacio lógicos basados en el ruido
Los valores lógicos están representados por "vectores" multidimensionales (funciones ortogonales) y su superposición, donde los vectores bases ortogonales son ruidos independientes. Mediante la combinación adecuada (producto o intersección de conjuntos) de ruidos bases, que se denominan bits de ruido, se puede construir un hiperespacio lógico con un número de dimensiones {\displaystyle D(N)=2^{N}}, donde {\displaystyle N} es el número de bits de ruido. Así, {\displaystyle N} bits de ruido en una única línea corresponden a un sistema de {\displaystyle 2^{N}} bits clásicos que puede expresar {\displaystyle 2^{2^{N}}} valores lógicos diferentes. Las realizaciones independientes de un proceso estocástico de media cero tienen correlación cruzada cero entre sí, y con otros procesos estocásticos de media cero. Por tanto, los vectores bases de ruido son ortogonales no sólo entre sí, sino que estos y todos los estados lógicos basados en ruido (superposiciones) son ortogonales también a cualquier ruido de fondo en el hardware. De ahí que el concepto de lógica basada en el ruido sea robusto contra los ruidos de fondo, una propiedad que potencialmente puede ofrecer una alta eficiencia energética. 

## Tipos de señales empleadas en la lógica basada en el ruido
En el artículo donde se introdujo la lógica basada en el ruido, se propusieron procesos estocásticos genéricos con media cero y se propuso un sistema de señales sinusoidales ortogonales como una versión de señal determinista del sistema lógico. El análisis matemático sobre errores estadísticos y energía de la señal se limitó a los casos de ruidos gaussianos, y superposiciones de sus productos en el espacio lógico básico y sus productos, y superposiciones de sus productos en el hiperespacio lógico. En el subsecuente esquema lógico cerebral, las señales lógicas eran (de forma similar a las señales neuronales) secuencias de picos unipolares generadas por un proceso de Poisson, y uniones, según la teoría de conjuntos (superposiciones), e intersecciones (productos) de diferentes secuencias de picos. Posteriormente, en los esquemas lógicos basados en el ruido instantáneos y en los trabajos de computación, se utilizaron ondas telegráficas aleatorias (tiempo periódico, bipolares, con valor absoluto de amplitud fijo) como uno de los procesos estocásticos más simples disponibles para NBL. Tomando amplitud unitaria y probabilidades simétricas, la onda aleatoria telegráfica resultante tiene probabilidad 0,5 de estar en el estado +1 o en el -1, que se mantiene durante todo el período del reloj.

## Puertas lógicas basadas en el ruido
Las puertas lógicas basadas en el ruido identifican el valor lógico de la entrada. Las primeras puertas analizaban las correlaciones estadísticas entre la señal de entrada y los ruidos de referencia. La ventaja de esto era su robustez ante el ruido de fondo. Tenía por desventaja su velocidad lenta y mayor complejidad del hardware. Las puertas lógicas instantáneas, por otra parte, son rápidas, tienen una baja complejidad pero no son robustas contra ruidos de fondo. Ya sea con señales tipo picos neuronales o con ondas telegráficas aleatorias bipolares, de amplitud absoluta unitaria, y aleatoriedad sólo en el signo de la amplitud; se obtienen puertas lógicas instantáneas muy sencillas. Esto hace innecesario el uso de dispositivos lineales o analógicos, ya que el esquema puede operar en el dominio digital. Aun así, siempre que se requiera interacción entre un esquema de lógica instantánea y uno de lógica clásica, se deberán emplear puertas lógicas que tengan en cuenta la correlación, con la finalidad de obtener una señal libre de errores.

## Universalidad de la lógica basada en el ruido
Se ha probado que todos los esquemas lógicos basados en el ruido mencionados con anterioridad son universales. En los artículos científicos típicamente se construyen las puertas NOT y AND para probar la universalidad, pues tener ambas es una condición suficiente para el cumplimiento de la universalidad en una lógica Booleana.

## Computación usando lógica basada en el ruido
Verificar una cadena de texto, a través de un canal de comunicación lento, constituye un ejemplo donde es conveniente calcular su función hash mediante lógica basada en ruido. Para ello puede aplicarse un esquema basado en ondas telegráficas aleatorias, como se menciona en el artículo. Los autores concluyen, de forma intuitiva, que el cerebro humano emplea operaciones similares para tomar decisiones razonablemente buenas, basándose en información limitada.
Es igualmente interesante, notar que la superposición de los primeros {\displaystyle D(N)=2^{N}} números enteros puede ser producida con solo {\displaystyle 2N} operaciones, lo que los autores llaman "operación del tobillo de Aquiles" en el artículo.

## Utilización de lógica basada en ruido en computadoras
Ya han sido publicados esquemas preliminares para el uso de lógica basada en ruido en ordenadores prácticos. Sin embargo, es obvio a partir de estos artículos, que este joven campo todavía tiene un largo camino por recorrer antes de que pueda ser visto en las aplicaciones cotidianas.